# Матченки
Матченки — деревня в составе Мазовского сельского поселения в Ельнинском районе Смоленской области России. Население — 9 жителей (2007 год). Расположена в юго-восточной части области в 25 км к северо-востоку от города Ельня, в 11 км к северо-западу от границы с Калужской областью. В 12,5 км южнее деревни железнодорожная станция Теренино на линии Смоленск — Сухиничи. В 1 км северо-западнее расположена деревня Мазово, а в 1 км юго-западнее — деревня Мартынково.

## История
В годы Великой Отечественной войны деревня была местом ожесточённых боёв и дважды была оккупирована гитлеровскими войсками. 1-й раз в июле 1941 года (освобождена в ходе Ельнинской операции 24-й армией), 2-й раз в октябре 1941 года (освобождена в ходе Ельнинско-Дорогобужской операции в 1943 году 68-й армией).

## Достопримечательности
- Братская могила советских воинов, павших в боях с гитлеровскими войсками[4].